# Pararge
Pararge is een geslacht van vlinders uit de familie  Nymphalidae en de onderfamilie  Satyrinae. De wetenschappelijke naam is gepubliceerd door Jacob Hübner in 1819. 

## Soorten
- Pararge aegeria (Linnaeus, 1758) — Bont zandoogje
- Pararge xiphia (Fabricius, 1775
- Pararge xiphioides Staudinger, 1871

### Status onduidelijk
- Pararge albarufa Caruel, 1948 [1]
- Pararge bicubitocellata Verity, 1953 [2]
- Pararge fania Hemming, 1933 [3]